# Recaredo
Recaredo I ou Recáredo I (em latim: Flavius Reccaredus; em castelhano: Flavio Recaredo; c. 559 – 21 de dezembro de 601) foi rei dos visigodos de 586 a 601.
Filho e sucessor de Leovigildo, Recaredo enfrentou os francos, os bizantinos (que ainda ocupavam partes do litoral da Andaluzia) e os vascões. Além disso, teve que lidar com diversas revoltas de nobres visigodos durante seu reinado.
O acontecimento mais marcante de seu governo ocorreu em 589, quando convocou o Terceiro Concílio de Toledo. Nesse evento, juntamente com vários nobres e líderes religiosos, Recaredo renunciou ao arianismo e se converteu ao cristianismo católico. Com isso, realizou a tão desejada unificação religiosa entre os visigodos e os hispano-romanos, algo que seu pai, Leovigildo, havia tentado alcançar de forma contrária. Curiosamente, acredita-se que Leovigildo tenha aconselhado Recaredo a seguir esse caminho, o que consolidou a unidade espiritual e territorial do Reino Visigodo na Hispânia.

## Biografia
Recaredo era o filho mais novo do rei Leovigildo com sua primeira esposa, nasceu na Hispânia, cerca de 520 EC. Foi associado ao trono por seu pai, transformando a monarquia visigoda em hereditária. Essa decisão gerou protestos entre os nobres visigodos, já que a monarquia tradicionalmente era eletiva, com os líderes escolhendo o rei.
Assim como seu pai, governava a partir de Toledo. Os reis e nobres visigodos eram tradicionalmente cristãos arianos, enquanto a população hispano-romana seguia o cristianismo calcedoniano. O bispo Leandro de Sevilha desempenhou um papel crucial na conversão de Hermenegildo, filho mais velho e herdeiro de Leovigildo, ao cristianismo calcedoniano. Leandro apoiou a rebelião de Hermenegildo e acabou sendo exilado por causa disso.
Quando o rei Leovigildo morreu, por volta de 21 de abril de 586, o bispo Leandro rapidamente voltou a Toledo. Recaredo, que já ajudava seu pai no governo, foi aclamado rei pelos nobres visigodos sem oposição.
Em 584, buscando uma aliança com os francos, Recaredo enviou embaixadores para propor casamento com Rigunda, filha de Quilperico I, rei da Nêustria, e sua esposa, rainha Fredegunda. Após o acordo, segundo Gregório de Tours, em agosto ou setembro de 584, Rigunda foi enviada ao Reino Visigodo na Hispânia, acompanhada de uma esplêndida comitiva e dote. No entanto, a viagem foi marcada por inúmeros contratempos, incluindo diversos roubos que a deixaram sem nada. Quando chegou a Toulouse, recebeu a notícia do assassinato de seu pai, Quilperico, o que anulou o propósito político de seu casamento com Recaredo, já que a aliança entre os reinos perdeu o sentido.
Apesar do revés, Recaredo continuou buscando laços com os francos. Ele enviou uma nova delegação de embaixadores para propor casamento com Clodosvinda, filha de Sigeberto I, rei da Austrásia, e da rainha Brunilda. Contudo, a união foi impedida pela oposição do rei Gontrão de Borgonha. Por fim, Recaredo desposou, em data incerta, Bauda ou Baddo.
A data do casamento de Recaredo I com Bauda é desconhecida. Ele não poderia ter ocorrido antes de 584, já que, entre 579 e 582, Recaredo estava prometido à princesa franca Rigunda. Devido à morte de Quilperico I e à consequente nova guerra entre visigodos e francos, o casamento nunca foi oficializado. Há quem sugira que Recaredo possa ter se casado com Bauda logo após 584.
No entanto, é mais provável que o casamento tenha ocorrido depois que Recaredo assumiu o trono em 586. Como o casamento com Clodosvinda não deu certo, o casamento de Recaredo e Baddo pode ter acontecido em 586 ou 589.

## Conversão ao catolicismo
Em janeiro de 587, Recaredo renunciou ao arianismo e adotou o cristianismo calcedoniano, um evento marcante de seu reinado que transformou a história da Hispânia visigótica. Muitos nobres e religiosos arianos, especialmente os de Toledo, seguiram seu exemplo. No entanto, houve revoltas arianas, como na Septimânia, a província mais ao norte, além dos Pirenéus. Lá, o bispo ariano Ataloco liderou a oposição, sendo comparado pelos romanos a um "segundo Ário". Nobres locais, como os condes Granista e Wildigerno, buscaram ajuda de Gontrão de Borgonha, que enviou seu general Desidério. No entanto, o exército de Recaredo derrotou os rebeldes e seus aliados católicos, matando Desidério.
Outra conspiração ocorreu na Lusitânia, liderada por Suna, bispo ariano de Mérida, e pelo conde Seggo. O general de Recaredo na região, Cláudio, reprimiu a revolta; Sunna foi banido para a Mauritânia, e Seggo fugiu para a Galécia. Em 588, uma terceira conspiração, liderada pelo bispo ariano Uldila e pela rainha-viúva Goisvinta, foi descoberta, resultando no banimento de Uldila.
O Terceiro Concílio de Toledo, organizado por São Leandro e convocado em nome do rei em maio de 589, consolidou o novo reino católico. Durante o concílio, Recaredo fez uma confissão pública de fé, lida por um notário e claramente escrita com ajuda de teólogos. Leandro encerrou o evento com um sermão triunfal sobre a conversão dos godos, cujo texto foi preservado. Após o concílio, iniciou-se um programa de conversões forçadas de judeus e extinção do arianismo como heresia. A história católica frequentemente atribui essas perseguições aos reis visigodos.
Com o passar do tempo, as distinções entre os visigodos romanizados e os hispano-romanos desapareceram. O idioma gótico perdeu sua função na Igreja, e costumes distintos, como roupas e práticas funerárias, caíram em desuso por volta de 570-580.

## Política em relação aos judeus
Embora Recaredo tenha limitado algumas liberdades dos judeus, ele demonstrou tolerância em outros aspectos. O papa Gregório I elogiou o rei por recusar subornos da comunidade judaica, que era influente e bem conectada no Mediterrâneo. Recaredo eliminou a pena de morte para judeus acusados de tentar converter cristãos e ignorou o pedido do papa para proibir o comércio de escravos cristãos com judeus em Narbona. Durante seu reinado, nenhuma lei sinodal prejudicou diretamente a comunidade judaica.

## Últimos anos e morte
Os registros sobre o final do reinado de Recaredo são escassos. O bispo Isidoro de Sevilha, irmão de Leandro, elogiou seu governo pacífico, sua clemência e generosidade. Ele devolveu propriedades confiscadas por seu pai e fundou igrejas e mosteiros. Em 599, o papa Gregório enviou-lhe relíquias, como um pedaço da Verdadeira Cruz e fios de cabelo de são João Batista.
Recaredo morreu de causas naturais em Toledo e foi sucedido por seu jovem filho, Liuva II.